# Twixt
Twixt je americký filmový horor z roku 2011. Natočil jej režisér Francis Ford Coppola podle vlastního scénáře. Příběh je inspirován Coppolovým snem. Premiéru měl 4. září 2011 na Torontském mezinárodním filmovém festivalu. Snímek byl natáčen na Coppolově statku v Napa County, stejně jako na různých místech okresu Lake County. Snímek se původně měl jmenovat Twixt Now and Sunrise. Ve filmu hráli například Val Kilmer, Bruce Dern, Elle Fanningová a Ben Chaplin.